# オマル・エル・カドゥーリ
オマル・エル・カドゥーリ（アラビア語: عمر القدوري, ラテン文字表記: Omar El Kaddouri, 1990年8月21日 - ）は、ベルギー・ブリュッセル市出身のサッカー選手。PAOKテッサロニキ所属。ポジションはMF。

## 経歴
2007年からRSCアンデルレヒトでプロキャリアをスタートさせ、2008年にイタリアのブレシア・カルチョに移籍した。2012年8月24日にSSCナポリに加入した。
2017年8月24日、エンポリFCからPAOKテッサロニキへ4年契約で移籍することが発表された。

## 代表歴
ベルギー代表とモロッコ代表でプレーすることができ、ユース世代ではベルギー代表としてプレーし、モロッコ代表としてロンドンオリンピックメンバーに選出された。
2013年8月14日の親善試合ブルキナファソ代表戦で56分にノルディン・アムラバトと交代で出場し、フル代表デビュー。2014年5月23日のモザンビーク戦で代表初得点を挙げた。

## タイトル
PAOK
- キペロ・エラーダス : 2017-18, 2018-19
- ギリシャ・スーパーリーグ : 2018-19